# Pselliophora venezuelensis
Pselliophora venezuelensis är en tvåvingeart som beskrevs av Alexander 1944. Pselliophora venezuelensis ingår i släktet Pselliophora och familjen storharkrankar.
Artens utbredningsområde är Venezuela. Inga underarter finns listade i Catalogue of Life.